# Truncatulus
Truncatulus, rod fosilnih zelenih algi iz porodice Scenedesmaceae, dio potporodice Scenedesmoideae. Postoji sedam priznatih vrsta

## Vrste
1. Truncatulus atlanticus I.Suto
2. Truncatulus californicus I.Suto
3. Truncatulus ellipticus I.Suto
4. Truncatulus hajosiae I.Suto
5. Truncatulus norvegicus I.Suto
6. Truncatulus simplex I.Suto
7. Truncatulus tortonicus (Hajos) I.Suto